# Frédéric Thomas
Frédéric Thomas (* 10. August 1980 in Sarcelles) ist ein ehemaliger französischer Fußballspieler.

## Vereinskarriere
Frédéric Thomas spielte zu Beginn seiner Profikarriere beim französischen Zweitligisten UC Le Mans. Mit dem Verein schaffte er 2003 den Aufstieg in die Ligue 1. Bereits nach einem Jahr stieg sein Klub wieder ab, ein weiteres Jahr später konnte der Mittelfeldspieler jedoch den sofortigen Wiederaufstieg feiern. 2006 wurde Thomas dann für ca. 4 Millionen Euro vom Ligakonkurrenten AJ Auxerre verpflichtet. Nach zwei Jahren kehrte er aber wieder nach Le Mans zurück und spielt dort bis 2013. Es folgten zwei Jahre bei Grenoble Foot und eine Karrierepause bis 2018. Dann spielte er noch ein halbes Jahr für den Amateurverein AS Mulsanne und beendete dort seine Karriere.